# Saint-Gaudens
Saint-Gaudens (okcitansko Sent Gaudenç) je naselje in občina v nekdanji južni francoski regiji Jug-Pireneji, podprefektura departmaja Zgornja Garona. Leta 2008 je naselje imelo 11.660 prebivalcev.

## Geografija
Naselje se nahaja v pokrajini Comminges na levem bregu reke Garone, v vznožju Pirenejev, 90 km jugozahodno od Toulousa.

## Uprava
Saint-Gaudens je sedež istoimenskega kantona, v katerega so poleg njegove vključene še občine Aspret-Sarrat, Estancarbon, Labarthe-Inard, Labarthe-Rivière, Lalouret-Laffiteau, Landorthe, Larcan, Lespiteau, Lodes, Miramont-de-Comminges, Pointis-Inard, Régades, Rieucazé, Saint-Ignan, Saint-Marcet, Saux-et-Pomarède, Savarthès, Valentine in Villeneuve-de-Rivière z 19.714 prebivalci.
Naselje je prav tako sedež okrožja, v katerem se nahajajo kantoni Aspet, Aurignac, Bagnères-de-Luchon, Barbazan, Boulogne-sur-Gesse, L'Isle-en-Dodon, Montréjeau, Saint-Béat, Saint-Gaudens, Saint-Martory in Salies-du-Salat z 92.491 prebivalci.

## Zanimivosti
- Kolegial sv. Petra in Gavdencija iz 11. stoletja, prenovljen v 15. oz. 19. stoletju,
- Oratorij Notre-Dame-de-la-Caoue,
- tržnica iz sredine 19. stoletja.

## Šport
- Grand Prix du Comminges, avtomobilistična dirka, ki se je odvijala v letih 1925-1939 in 1947-1952 na relaciji Saint-Gaudens - Montréjeau - Saint-Gaudens za Veliko nagrado Commingesa.

## Pobratena mesta
- Avranches (Manche, Spodnja Normandija),
- Barbastro (Aragonija, Španija),
- Vielha e Mijaran (Val d'Aran, Katalonija, Španija).